# Willard Ikola
Willard John Ikola (Eveleth, 28 luglio 1932 – 20 gennaio 2025) è stato un hockeista su ghiaccio statunitense.

## Palmarès

### Olimpiadi invernali
- 1 medaglia:
  - 1 argento (Cortina d'Ampezzo 1956)